# Lyskebrok
Lyskebrok (latin: hernia inguinalis) er en form af brok, hvor den underliggende bughinde trænger igennem lyskekanalen. De er meget hyppige (livstidsrisiko er 27% for mænd og 3% for kvinder). Reparation af lyskebrok er en af de hyppigst udførte kirurgiske operationer.
- Wikimedia Commons har flere filer relateret til Lyskebrok

| Sygdom | Spire Denne artikel om sygdom er en spire som bør udbygges. Du er velkommen til at hjælpe Wikipedia ved at udvide den. |